# Burgh (Nederland)
Burgh is een dorp in de gemeente Schouwen-Duiveland in de Nederlandse provincie Zeeland, juist achter de westelijke duinenrij. Het is sinds jaar en dag met het noordelijk ervan gelegen Haamstede tot één bebouwde kom verbonden; daarom beschouwt de gemeente de dorpen ook als één kern: Burgh-Haamstede. De inwoners van de beide dorpen voelen dit echter anders aan.

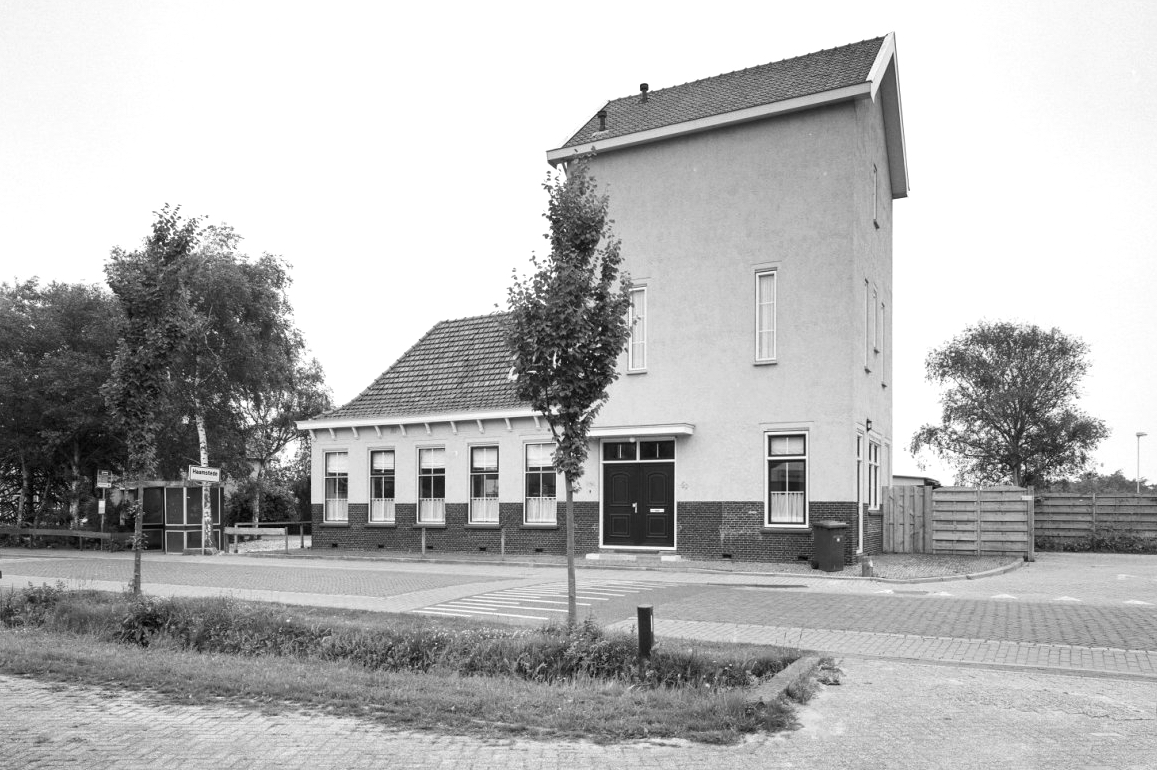
Voormalig tramstation Burgh in 2002.

Burgh is ontstaan om een ringwalburg die aan het einde van de negende eeuw werd opgeworpen tegen de Noormannen. Deze werd tussen 2001 en 2007 gedeeltelijk gereconstrueerd.
Vanouds was Burgh een zelfstandige eenheid. Op 1 januari 1816 werd de gemeente Westenschouwen erbij gevoegd. Op 1 januari 1961 werd het samen met de gemeenten Haamstede, Noordwelle, Renesse en Serooskerke (Schouwen) samengevoegd tot de nieuwe gemeente Westerschouwen. Op 1 januari 1997 ging deze gemeente op in de gemeente Schouwen-Duiveland.
Het toerisme, dat net als in Haamstede zeer sterk ontwikkeld is, vormt de voornaamste bron van inkomsten. Verder zijn landbouw en visserij van enig belang.
Albert van Citters was burgemeester van 1937-1943 en na de oorlog tot 1961.

## Rampen
In de 20ste eeuw werd Burgh door twee rampen getroffen.
Allereerst de Tweede Wereldoorlog. Burgh werd getroffen door 80 bombardementen, in 1945 werd ook nog de Hervormde Kerk door een Engels bombardement getroffen.
In 1953 werd Burgh zwaar getroffen door de watersnood. Er werd veel schade aangericht. De slachtoffers werden in de school opgebaard.